# Муррей (річка)
Муррей (англ. Murray ['mʌrɪ]) — найбільша річка Австралії.
- Довжина 2575 км (від витоку р. Дарлінг — 3750 км).
- Сточище 1160 тис. км².
- Середня річна витрата води 775 м³/с.[2]
- Середній річний стік 24,5 км³.

Бере початок на західних схилах Сніжних гір в Австралійських Альпах, впадає в мілководу затоку — озеро Александріна. Витоки ж самого Муррея лежать біля підніжжя високої вершини континенту — гори Косцюшко. Звичайно, їй далеко до гімалайських або альпійських піків: висота «австралійського Монблану» не досягає і двох із половиною кілометрів, але все-таки для Австралії це унікальна вершина, бо її, єдину з тутешніх гір, цілий рік укутує снігове покривало.

## Вниз за течією
Нижче за зону болотистих лугів, що облямовують сніжинки, Муррей протікає через своєрідний пояс низькорослих гірських лісів. Стрункі прямі дерева в них досягають максимум п'яти метрів у діаметрі і зростають так густо, що мандрівникові доводиться прорубувати собі дорогу сокирою. А з висоти в тисячу сімсот метрів починаються, мабуть, найнезвичайніші й найкрасивіші ліси Австралії — субтропічна гілея. Від справжньої гілеї — вологих тропічних лісів, що займають північ Великого Вододільного хребта й нагадують джунглі Нової Гвінеї або Індонезії, ці субтропічні ліси відрізняються як небо від землі.

Якщо в джунглях північних гір Австралії задушлива гущавина з високих пальм, бананів, панданусів і бамбука, перевитих ліанами, утворюють непрохідні чагарники з підліском з фікусів, лаврів та колючих чагарників, то в Австралійських Альпах ліс світліший, тут прозоріше і прохолодніше, а дерева тут стоять просторіше. 

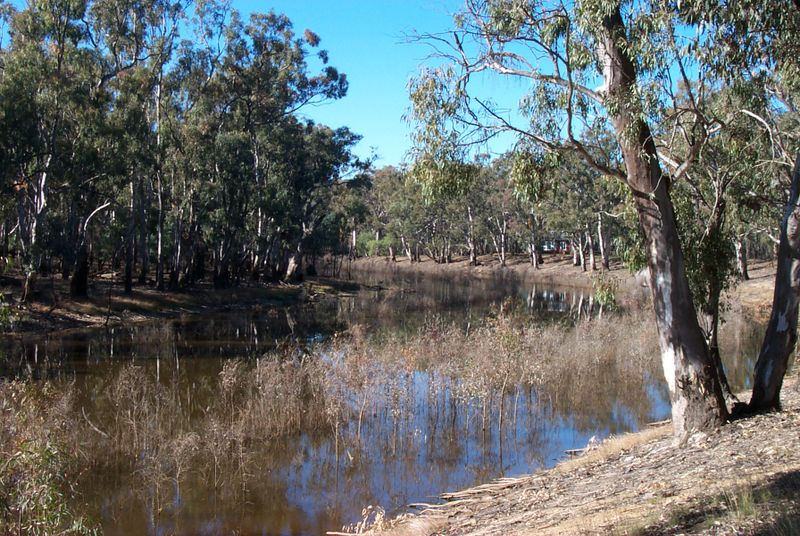
Ліси в долині річки.

 Тут чітко виділяються два яруси: верхній, з могутніх мигдалевих евкаліптів, що досягають у висоту ста двадцяти метрів, а в поперечнику — десяти метрів, і нижнього, що складається з деревоподібних папоротей заввишки «всього» в 15—20 метрів (тобто з п'ятиповерховий будинок). Красу цим лісам додають численні в'юнкі папороті, що обліпили, подібно до ліан, стовбури дерев. Особливо густо вони покривають своєю зеленою бахромою потужні колони вічнозелених австралійських буків.

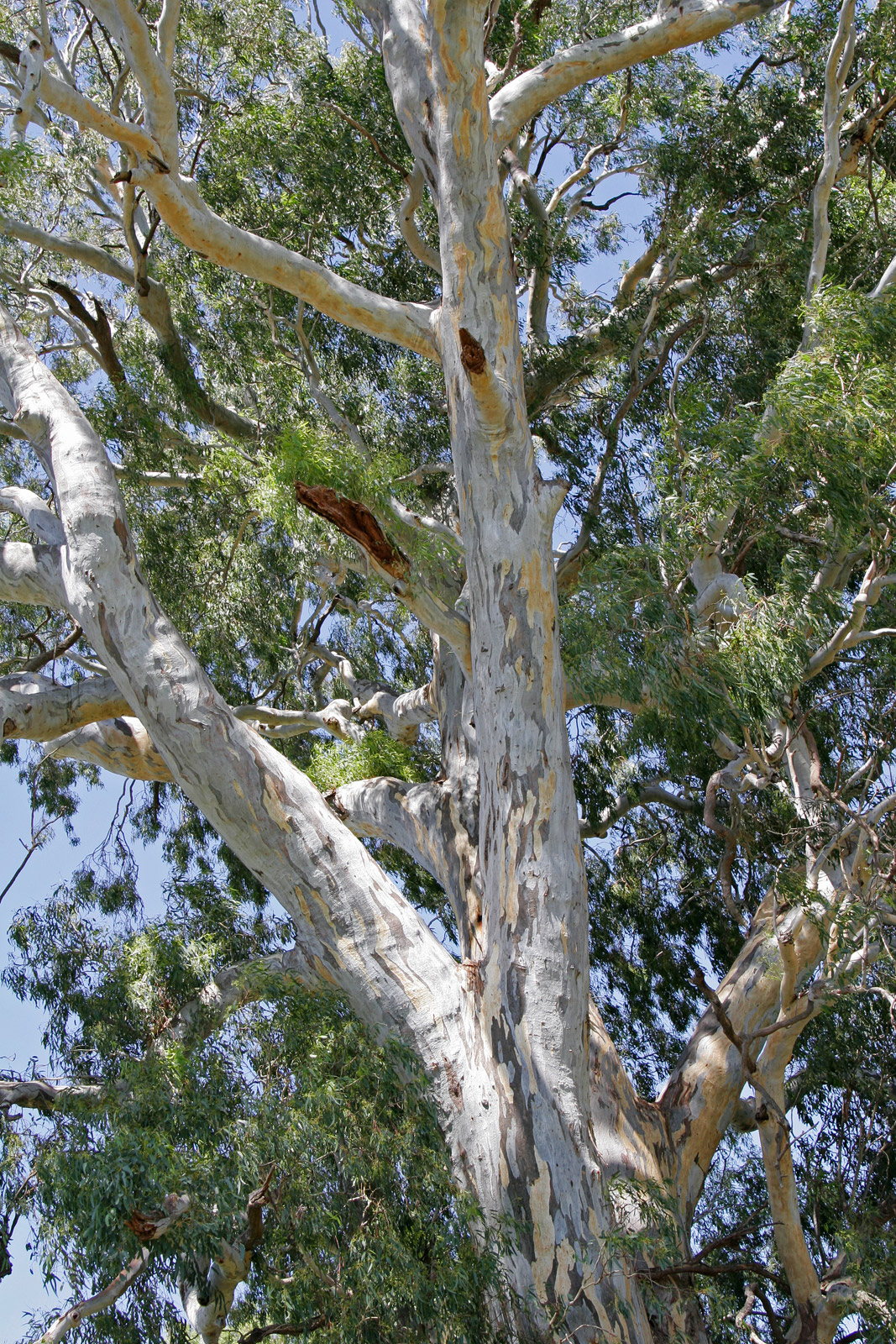

Що далі тече Муррей на захід, то менше опадів випадає на його берегах. Тому вологі субтропічні ліси змінилися в передгір'ях Австралійських Альп світлими евкаліптовими лісами. Дерева в них зростають на відстані тридцяти-сорока метрів одне від одного (щоб усім вистачало вологи). Листя евкаліптів завжди повернене ребром до сонця.
Сходячи вниз за течією річки Муррей, мандрівник природним чином знайомиться зі всім різноманіттям дивного тваринного світу Австралії. У вологих субтропічних лісах вправно пересуваються по гілках деревні кенгуру, звішуючи вниз свої довгі хвости. Недалеко від них можна побачити найсимпатичнішого мешканця тамтешніх лісів — сумчастого ведмедя коала, до смішного схожого на іграшкового плюшевого ведмедика. Своїми повільними рухами цей добродушний товстун нагадує американського лінивця.
Наявність бару в гирлі перешкоджає пароплавному зв'язку з морськими портами. Три озера — Александріна, Альберт і Каронг — становлять гігантський естуарій річки Муррей. Щоб у неї не проникала солона вода океану, споруджені запруди завдовжки близько 20 км: вийшло неглибоке озеро, на піщаних берегах якого гніздяться пелікани. Від річки Муррей, немов щупальця восьминога, тягнуться довгі білі труби до міст Аделаїда, Порт-Огаста, Уайалла і ще далі в пустелю. Муррей наділяє цілющою вологою велику частину Південної Австралії.

## Використання річки
Область Ріверайна, що лежить між річками Лаклан і Муррей, поряд із землями уздовж нижньої течії Муррей і її приток у Вікторії — найважливіший район тваринництва і зернового господарства Австралії. Рельєф і ґрунти там сприяють проведенню великомасштабного зрошення. Найбільші масиви зрошуваних земель зосереджені між річками Маррамбіджі й Лаклан (іригаційна система Маррамбіджі), у частині басейну Муррею, що знаходиться в Новому Південному Уельсі (іригаційна система Ріверайна) і у Вікторії (система Гоул-берн-Кампаспе-Лоддон). Крім того, є кілька невеликих ареалів зрошуваних земель у низов'ях Муррею. У цих місцевостях розводять велику рогату худобу і вирощують фрукти, виноград і овочі. З уведенням у дію гідроенергосистеми «Сніжні гори» здійснене додаткове перекидання стоку в басейн річок Муррей і Маррамбіджі, і там удалося розширити площі зрошуваних земель. Однак для зрошення всіх земель води все-таки недостатньо.

## Притоки
- Маррамбіджі
- Дарлінг

Великі ліві притоки Муррею — Маррамбіджі і Дарлінг також зберігають постійну течію, в період дощів, розливаючись на десятки кілометрів. Повені настають дуже швидко, але тривають недовго, їх супроводжують сильні повені.

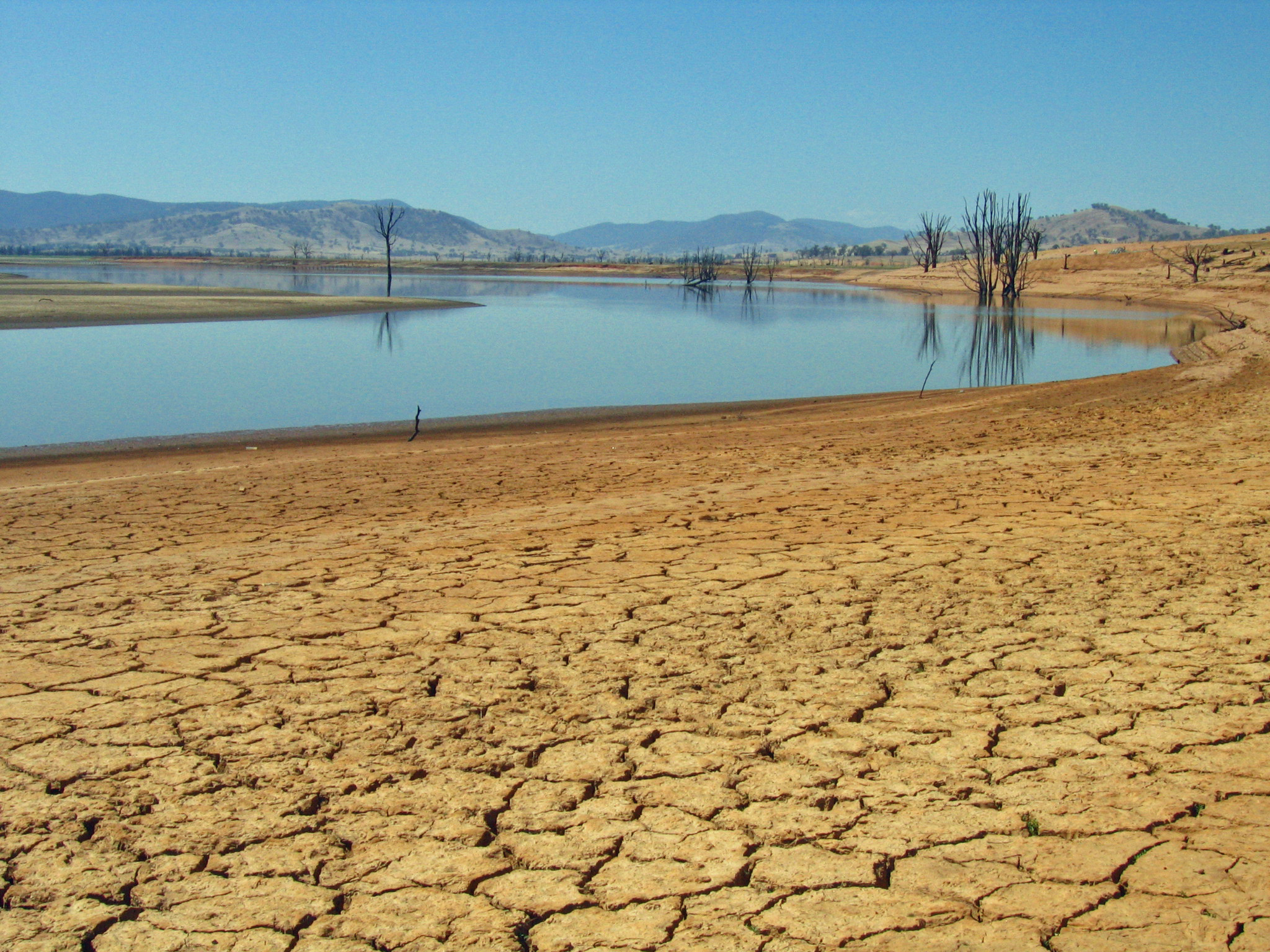
Типовий краєвид басейну Муррея.

Живлення снігове і дощове. Навесні й літом (в період дощів) рівень води сильно підіймається; у суху пору року (взимку) більшість приток пересихають, не досягаючи головної річки, і річка Муррей сильно міліє. Судна з малою осадкою підіймаються до річки Олбері.
Річка, особливо в нинішньому її стані, маловодна, багато її приток пересихають і розбираються на зрошування. З близько 14 км³ річного стоку забирається понад 11, тобто близько 80 %. Більшість забраної води (до 95 %) витрачаються на зрошування прилеглих територій. Водночас найважливіший сільськогосподарський район — басейн Муррею-Дарлінга становить лише 7 % загальноматерикового річкового стоку.
Улітку Дарлінг пересихає і розпадається на окремі водойми. На відміну від своєї притоки, Муррей у посушливий період поповнює свої води завдяки таненню снігів на вершинах Австралійських Альп, тому не пересихає.

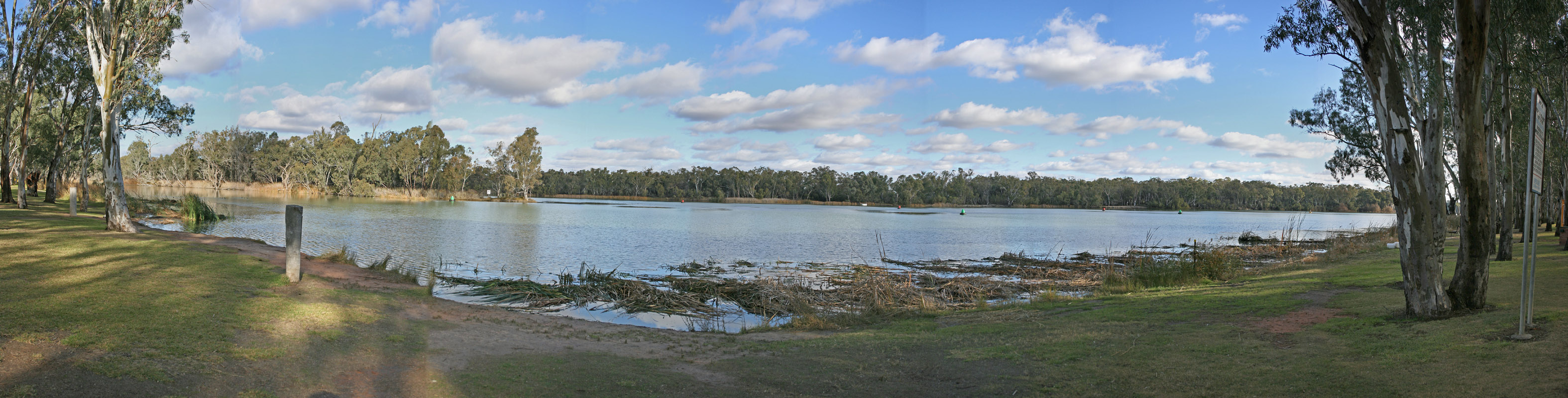
Злиття річок Дарлінг і Мюррей в штаті Новий Південний Уельс

## Найбільші населені пункти
Такі великі населені пункти лежать уздовж течії річки, з населенням за даними перепису 2011 року:
- Олбері, Вікторія: 82 038[3]
- Ечуке, Вікторія/Новий Південний Уельс: 16 000
- Суон Хілл, Вікторія: 9700
- Мілдура, Вікторія: 32 000
- Ренмарк, Південна Австралія: 8000
- Маррі-Брідж, Південна Австралія: 20 500

## Фауна

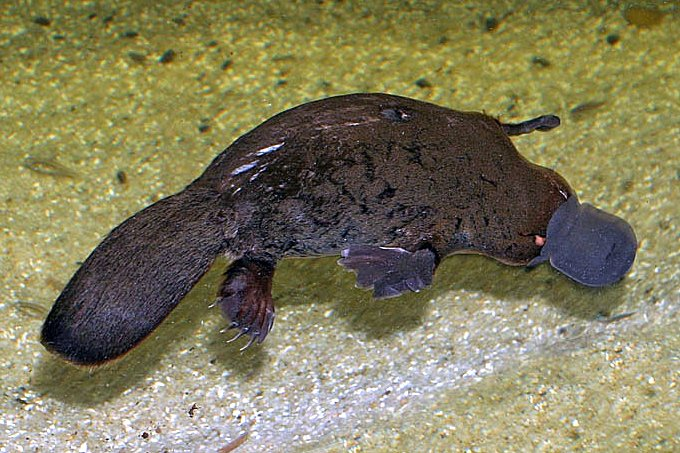
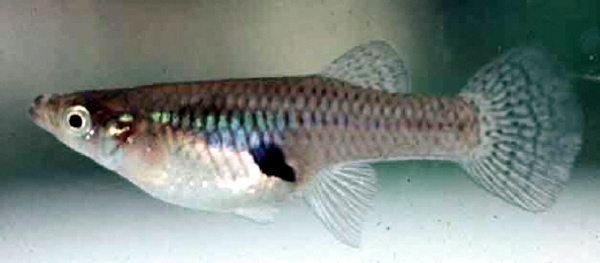
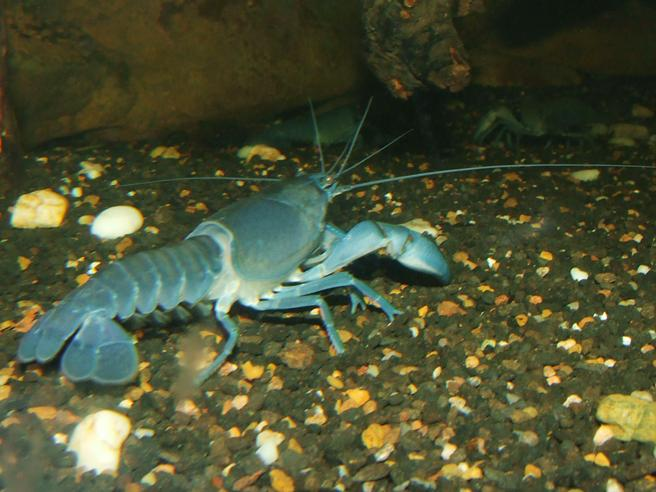
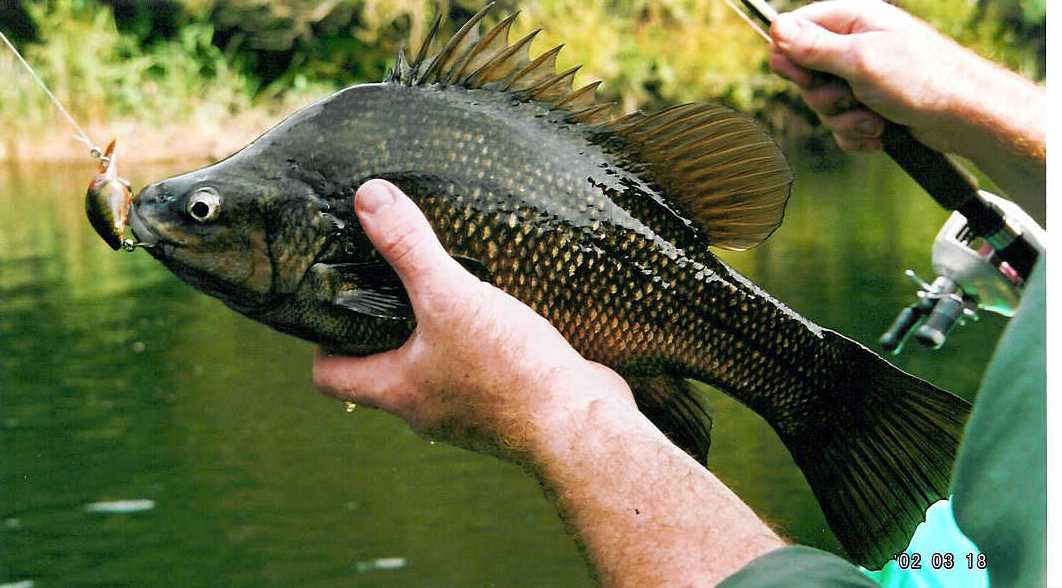

- Найдивніша риба — завдовжки до двох метрів і вагою до ста кілограм — муррейська тріска (Macullochell peeli). Це їстівна риба, схожа на окуня, насправді не тріска — так її просто назвали ранні поселенці. Це всеїдний хижак, добре пристосований до умов живлення, що змінюються. Нерест муррейської тріски зазвичай відбувається в дуплах або на гілках евкаліптів, які падають у річку при розмиві берегів. Риби цього виду можуть жити понад тридцять років.

- Також тут мешкає східна довгошия черепаха (Chelodina longicollis). Це дуже рухлива тварина, вона має неймовірно довгу шию. Тіло цієї черепахи добре пристосоване до життя в текучій воді, оскільки великий овальний панцир, низький і майже плоский, чинить малий опір перебігу річки. У неї широкі перетинкові лапи з довгими і гострими кігтями, здатними розривати впольовану тварину.

## Екологія
Розмаїтості видів у басейні австралійської річки Муррей також загрожує небезпека. Так, завезений сюди 30 років тому європейський короп зараз на багатьох відрізках річки домінує над іншими річковими мешканцями.